# 光安鉄美
光安 鉄美（みつやす てつみ、男性、1958年1月27日 - ）は、福岡県生まれの元オートバイ・モトクロスライダー。全日本モトクロス選手権チャンピオン4回。モトクロス世界選手権優勝。

## 戦績
- 1974年 - ジュニア125ccチャンピオン
- 1976年 - 全日本エキスパートジュニア125ccチャンピオン
- 1977年 - 全日本セニア125ccランキング4位
  - 全日本セニア250ccランキング4位
- 1978年 - 全日本セニア250ccチャンピオン（当時最年少）
- 1979年 - 全日本セニア125ccチャンピオン
  - 全日本セニア250ccチャンピオン
- 1980年 - モトクロス世界選手権125ccランキング5位（西ドイツ、チェコスロバキア優勝）
- 1981年 - 全日本国際A級125ccランキング2位
  - 全日本国際A級250ccランキング5位
- 1982年 - 全日本国際A級250ccランキング2位
- 1983年 - 全日本国際A級250ccランキング4位
- 1984年 - 全日本国際A級250ccランキング10位
  - AMAナショナルモトクロス参戦
  - AMAスーパークロス参戦
- 1985年 - 全日本国際A級250ccランキング3位
- 1986年 - 全日本国際A級250ccランキング3位
- 1987年 - 全日本国際A級125ccランキング9位
  - 全日本国際A級250ccランキング3位
- 1988年 - 全日本国際A級125ccランキング3位
  - 全日本国際A級cc250ランキング3位
- 1989年 - 全日本国際A級125チャンピオン
  - 全日本国際A級250ccランキング18位
- 1990年 - 全日本国際A級125ccランキング9位
  - 全日本国際A級250ccランキング5位
- 1991年 - 全日本国際A級250ccランキング3位
- 1992年 - 全日本国際A級250ccランキング11位
- 1993年 - 全日本国際A級250ccランキング7位
- 1994年 - 全日本国際A級250ccランキング6位
- 1995年 - 全日本国際A級250ccランキング12位
- 1996年 - 全日本国際A級250ccランキング12位
- 1997年 - 全日本国際A級250ccランキング30位
- 1998年 - 全日本国際A級250cc参戦（第3戦九州大会で引退）